# Sérigny (Vienne)
 Sérigny  es una población y comuna francesa, situada en la región de Poitou-Charentes, departamento de Vienne, en el distrito de Châtellerault y cantón de Saint-Gervais-les-Trois-Clochers.

## Demografía
| 676 | 550 | 448 | 394 | 339 | 342 |
| Para los censos de 1962 a 1999 la población legal corresponde a la población sin duplicidades (Fuente: INSEE [Consultar]) |     |     |     |     |     |